# Gigi Damiani
Luigi Damiani (Roma, 18 de maio de 1876 – Roma, 16 de novembro de 1953) também conhecido pelas alcunhas Gigi, Alsinio Ácrata e Simplício, foi um importante jornalista, poeta, anarquista, artista libertário, figurinista de profissão, nascido na Itália. Imigrou para o Brasil em 1897 onde militou junto com outros anarquistas na cidade de São Paulo. 

## Biografia

### Juventude nas prisões
Nascido na cidade de Roma em 18 de maio de 1876, em uma família pobre e religiosa, Gigi Damiani muito cedo ficou órfão. Após a morte de sua mãe é colocado em um reformatório administrado por padres católicos na cidade de Nápoles onde passa a desprezar a religião. Alguns anos depois, participou de uma revolta de internos do reformatório, graças a revolta consegue fugir da instituição com outras crianças e adolescentes. Após a fuga é obrigado a deixar a cidade de Nápoles. Decide retornar a Roma com a intenção de encontrar seu pai após ter notícias de que teria montado uma loja e talvez pudesse lhe auxiliar.
Ao chegar a cidade passa a trabalhar na loja de seu pai, e precocemente demonstra grande interesse nas questões políticas. Mas é apenas após ter contato com os acontecimentos trágicos em torno da história do ilegalista Ravachol pela mídia comercial, que Damiani tem contato com o anarquismo. É através de sua pesquisa em torno da pessoa de Ravachol que o jovem descobre gradualmente a filosofia anarquista, com a qual passa a se identificar.
Em 1892 já havia se tornado um grande propagandista e ativista do anarquismo. Seu ativismo lhe valeria uma prisão domiciliar em 1894, Gigi Damiani até então tinha apenas 18 anos. Em seguida é levado para Porto Ercole e isolado em Tremiti Favignata e Lipari. Retorna a Roma, em setembro de 1896, onde trabalha no jornal Avvenire Social. Após participar de uma manifestação de 1 de maio de 1897 é preso e encarcerado na prisão Romeo Frezzi.
Em uma destas ocasiões em que esteve encarcerado, conhece outro grande libertário italiano, Oreste Ristori, que se tornaria posteriormente um importante articulador no período posterior em que ambos se encontraram no Brasil.

### No Brasil
Em 28 de setembro de 1897 imigra para o Brasil fugindo da repressão do estado italiano, se instalando no estado de São Paulo, na região do Alto do Tietê. Lá passa a viver através do que ganha com a confecção de adereços e vestuários produzidos para peças de teatro. 
Rapidamente se envolve com outros anarquistas, brasileiros e extrangeiros, e sua primeira contribuição para a imprensa anarquista italiana no Brasil se dá na forma de um poema Ad una Contessa publicado no jornal La Birichina de Galileo Botti em 28 de novembro de 1897. Sua chegada ao Brasil coincide com a expulsão dos ativistas libertários italianos Felice Vezzani e Artur Campagnoli. Damiani contribui para a renovação da militância anarquista de origem italiana juntamente com Alfredo Mari, através da fundação do jornal Il Risveglio.
Gigi passa a contribuir para a imprensa libertária tanto em italiano quanto em português, ocupando diferentes funções em muitos periódicos anarquistas (A Plebe, Guerra Social, a Barricada). Dirige o jornal Amigo do Povo e La Battaglia que ajuda a criar junto com seu amigo Oreste Ristori que seguindo seus passos também foi para o Brasil em 1904
Em solo brasileiro dedica-se também junto com outros anarquistas italianos a colher relatos das condições de insalubridade e a terrível exploração a que eram submetidos os imigrantes italianos por seus patrões brasileiros em fazendas e indústrias no estado de São Paulo.
"...os que governam o Brasil para a indústria e propriedades dos seus sócios, precisam que haja sempre uma pletora de braços no mercado de trabalho. Com esta pletora, pretendem poder manter salários de fome, horários de casas de detenção e despedaçar a organização da classe"— Gigi Damiani, sobre as elites brasileiras
Toma parte também nas manifestações anticlericais denunciando junto com outros jornalistas libertários os crimes sexuais cometidos pelo padre Faustino Consoni, acusado de assassinar a menina Idalina Stamato, de origem italiana, recém chegada ao Orfanato São Cristovão após tê-la violentado sexualmente. O Caso Idalina como ficou conhecido na época chocou a sociedade paulistana sem muita reação por parte da justiça estatal.
Em 1919, após o término da greve geral com a qual se envolvera foi expulso do Brasil e deportado para a Itália, onde é novamente preso uma vez que passa a se dedicar a publicação de textos contra a imigração para o Brasil.

### Retorno à Itália
Consegue a liberdade em terras italianas graças à mobilização dos companheiros. Em 1920 torna-se editor em 1920 do periódico Umanità Nova, juntamente com Errico Malatesta. Após os ataques ao jornal pelos fascistas em 1921 e 1923, Gigi Damiani funda na cidade de Roma o periódico "Federação" que existirá até o fim da ditadura.

### Exílio
Com a chegada dos fascistas no poder na Itália, parte para o exílio na França de onde é expulso em 1927 partindo para a Bélgica. De lá migra para a Espanha e, finalmente se estabelece na Tunísia onde permanece até a queda do regime fascista. Na Tunísia conhece Giuseppe Pasotti com quem passa a dialogar. 

### Últimos anos
Regressa para Roma em 1946, e colabora para o periódico "Umanità Nova" até o dia de sua morte em 16 de Novembro de 1953, na cidade.